# Camp Vell II
El Camp Vell II és un jaciment arqueològic al terme municipal de les Planes d'Hostoles (La Garrotxa), inclòs a l'Inventari del Patrimoni Arqueològic i Paleontològic de Catalunya que data del Paleolític Inferior i Mitjà.

## Característiques
És un tipus de jaciment propi d'abrics amb habitacions sense estructures. Té un accés difícil, ja que es troba enmig d'un bosc d'alzines de força pendent. Va ser descobert per Ramon Sacrest d'Olot i hi va fer algunes excavacions, juntament amb un grup d'afeccionats pels voltants de 1983/84. Aquest jaciment és en un abric o gran roca abaumada d'un aflorament terciari, a la riba esquerra del riu Brugent. L'estratigrafia consta d'un estrat argilós, protegit per una gran roca en forma de balma, d'una extensió aproximada de 6 metres quadrats. És un tipus de jaciment propi d'abrics amb habitacions sense estructures, que data del Paleolític Inferior i Mitjà.

## Excavacions
La intervenció va ser duta a terme al novembre de 1985, en una intervenció d'urgència, on el museu comarcal de la Garrotxa va promoure l'excavació que va ser de curta durada, i dirigida per Gabriel Alcalde i Gurt, Joan Descamps, Joan Oller i Ramon Buxó.
L'any 1985 s'hi realitzà una excavació arqueològica d'urgència. L'excavació únicament va proporcionar indústria lítica.
Pel que fa a les restes lítiques documentades, Soler afirmà que: “és abundant, de mida petita i tallada quasi exclusivament en quars, i que pel seu aspecte podria tractar-se d'indústria mosteriana”. També es va recuperar indústria lítica en superfície i dispersa, en les proximitats del jaciment.
Una segona excavació de l'indret l'any 1985 va donar resultats negatius.
Les troballes incloïen restes lítiques de quars, de mida petita, que podria ser mosteriana; i restes lítiques per la superfície en les proximitats